# Übersaxen
Übersaxen is een gemeente in de Oostenrijkse deelstaat Vorarlberg, gelegen in het district Feldkirch (FK). De gemeente heeft ongeveer 600 inwoners.

## Geografie
Übersaxen heeft een oppervlakte van 5,76 km². Het ligt in het westen van het land en overziet het Rijndal.
Altach · Düns · Dünserberg · Feldkirch · Frastanz · Fraxern · Göfis · Götzis · Klaus · Koblach · Laterns · Mäder · Meiningen · Rankweil · Röns · Röthis · Satteins · Schlins · Schnifis · Sulz · Übersaxen · Viktorsberg · Weiler · Zwischenwasser
- Gemeinsame Normdatei: 4119280-1
- Virtual International Authority File: 244125461